# Érvényesség (pszichometria)

## Definíció
A pszichometria egy olyan tudományterület, amely főként pszichológiai mérési eszközök tanulmányozásával foglalkozik. A pszichológiai mérőeszköz egyik fontos pszichometriai mutatója az érvényesség (validitás). Azt mutatja meg, hogy egy skála mennyire jól méri, amit mérni szándékozunk vele, és nem valamilyen más konstruktumot. A mérőeszköznek akkor lesz magas az érvényessége ha fogalmi meghatározását megfelelően tudjuk műveleti fogalomba fordítani (ld. még konstruktum validitás).

## Érvényesség és megbízhatóság kapcsolata
A két mutató kapcsolatát legjobban egy céltábla metafora segítségével érthetjük meg.

Megbízhatóság és érvényesség ábrázolása - céltábla metafora

A mérőeszközök, mint a célba lövéshez használható eszközök, eltérnek abban, hogy találataik mennyire szóródnak egy pontban. Amennyiben találataik egymáshoz közel érik a céltáblát, az eszköz megbízhatónak tekinthető. Azonban az egymáshoz közel eső pontok nem feltétlenül a célunknak megfelelő helyre (céltábla közepére) esnek, ilyenkor az eszköz nem érvényes, az eszköz nem a célnak megfelelő. Érvényesnek és megbízhatónak azt a mérőeszközt tekintjük, amelynek a találatai a céltábla középpontjához közel szóródnak.
Az érvényességhez a tesztnek megbízhatónak kell lennie (azonban fordítva nem igaz, lehet magas megbízhatósága egy tesztnek, attól függetlenül, hogy az érvényessége rossz).
Fontos azt is megemlíteni, hogy amennyiben egy tesztet több alskálára bonthatunk, akkor mind az érvényességet, mind a megbízhatóságot meg kell vizsgálni minden alskála esetében.

## Érvényesség vizsgálatok
Az érvényesség objektív vizsgálata nagyobb kihívást jelent, mint a megbízhatóságé. Éppen ezért több módszer is rendelkezésünkre áll erre, azonban ezek a módszerek egymást kiegészítő eljárások, érdemes mind elméleti, mind empirikus úton tesztelni a mérőeszközt.
- Látszatérvényesség: Érvényességvizsgálatok legegyszerűbb, bár legkevésbé egzakt módja. A látszat-vagy felszíni érvényesség (face validity) arra utal, hogy a mérőeszköz ránézésre azt a konstruktumot méri-e, amire tervezték. A látszatérvényességet előtesztelés során, kis mintán vizsgálják. A tesztfelvétel célja ilyenkor, hogy felmérje, mennyire találják a résztvevők a tesztet világosnak, érthetőnek. A teszt látszatérvényessége a kitöltési hajlandóság szempontjából fontos mutató, mivel a ránézésre is érvényes teszteket a résztvevők motiváltabban teljesítik. Ugyanakkor bizonyos esetekben a tesztkészítőknek nem érdeke a magas látszatvaliditás, ugyanis néhányszor olyan konstruktumot kívánnak mérni, amelyben az emberek a pozitív benyomáskeltés érdekében torzítják a valóságot. Ilyenkor a teszt egyéb érvényességmutatói eltérnek a látszatvaliditás mértékétől.
- Kritériumérvényesség: Az ilyen típusú érvényességvizsgálatkor a validálni kívánt tesztünk együttjárását vizsgáljuk egy, a területen már érvényes egyéb mérőeszközzel. Külső kritérium teszteredményeken kívül lehet valamilyen konkrét egyéni teljesítmény, vagy viselkedéses mutató, illetve megfigyelési értékelések összessége, vagy szakértői ítélet is, bármi, ami a mérni kívánt konstruktum összeméréséhez adekvát jellemző.
  - Prediktív érvényesség: ilyenkor a tesztünk érvényességét a teszt által levonható következtetések bekövetkezésének vizsgálatával mérjük.
  - Konvergens érvényesség: Ilyenkor az általunk vizsgálni kívánt mérőeszközt egy olyanhoz hasonlítjuk, amelynek témája hasonló, de nem teljesen ugyanazt méri. Ebben az esetben elvárunk együttjárást a két teszt eredményei között, azonban nem túl magasat, mivel az azt mutatná, hogy a két teszt ugyanazt méri.
  - Diszkriminációs érvényesség: Ilyen esetben azt vizsgáljuk, hogy az általunk mérni kívánt konstruktum jól elkülönül-e más, nem rokon tesztektől. Ebben az esetben a két teszt között semmilyen, vagy csak nagyon alacsony együttjárást várunk.
- Konstruktumvaliditás: Más néven fogalmi érvényesség. Fogalmát Cronbach és Meehl (1955) vezette be. A fogalmi érvényesség vizsgálatkor a mérés tárgyát képező pszichológiai fogalmat definiálva teszünk kísérlet a teszt vagy skála tartalmi vonatkozásainak feltárására. Ez a vizsgálati folyamat tehát elméleti alapú, szemben az eddig felsorolt empirikus típusú tesztelésekkel. A mérni kívánt fogalom jelentéstani (szemantikus) információit ilyen esetben minél pontosabban műveletei (operacionális) definícióvá igyekeznek tenni az eszköz készítői. Az érvényesség ebben az esetben azt mutatja meg, hogy az alkalmazott műveleti meghatározás milyen mértékben fedi a fogalmi meghatározást. Ha két meghatározás között nagy az átfedés, magas fokú érvényességről beszélhetünk.